# Alabama (fiume)
L'Alabama è un fiume degli Stati Uniti d'America che dà il nome allo stato omonimo che attraversa.

## Percorso
L'Alabama si forma dall'unione di due fiumi: il Coosa e il Tallapoosa.
Procede con direzione nord-est sud-ovest e si getta nel fiume Tombigbee, con il quale forma il fiume Mobile che scorre sfociando nella Baia di Mobile e infine nel golfo del Messico.